# Тайцан
Тайцан (кит. спр. 太仓市, піньїнь: Tàicāng Shì) — місто-повіт в провінції Цзянсу, складова міста Сучжоу.

## Географія
Тайцан розташовується на висоті близько 4 метрів над рівнем моря, лежить на сході префектури у Дельті Янцзи.

### Клімат
Місто знаходиться у зоні, котра характеризується вологим субтропічним кліматом. Найтепліший місяць — липень із середньою температурою 28,2 °C. Найхолодніший місяць — січень, із середньою температурою 3,5 °С.
| Клімат Тайцана          | Клімат Тайцана | Клімат Тайцана | Клімат Тайцана | Клімат Тайцана | Клімат Тайцана | Клімат Тайцана | Клімат Тайцана | Клімат Тайцана | Клімат Тайцана | Клімат Тайцана | Клімат Тайцана | Клімат Тайцана | Клімат Тайцана |
| Показник                | Січ.           | Лют.           | Бер.           | Квіт.          | Трав.          | Черв.          | Лип.           | Серп.          | Вер.           | Жовт.          | Лист.          | Груд.          | Рік            |
| Абсолютний максимум, °C | 21,3           | 26,3           | 28,9           | 33,8           | 35,6           | 37,4           | 38,7           | 39             | 37,4           | 32,9           | 28,4           | 22,5           | 39             |
| Середній максимум, °C   | 7,7            | 9,5            | 13,5           | 19,5           | 25,1           | 28,1           | 32,1           | 31,5           | 27,6           | 22,7           | 16,9           | 10,6           | 20,4           |
| Середня температура, °C | 3,5            | 5,4            | 9,2            | 14,8           | 20,3           | 24,1           | 28,2           | 27,7           | 23,6           | 18,3           | 12,4           | 6,1            | 16,1           |
| Середній мінімум, °C    | 0,7            | 2,2            | 6,7            | 10,9           | 16,3           | 20,9           | 25,1           | 24,7           | 20,5           | 14,6           | 8,7            | 2,7            | 12,8           |
| Абсолютний мінімум, °C  | −8,5           | −6,5           | −3,5           | −0,4           | 7,6            | 12,5           | 18,2           | 16,4           | 11,4           | 2,7            | −2,4           | −8,6           | −8,6           |
| Норма опадів, мм        | 60.5           | 57.5           | 91.2           | 79.2           | 93.4           | 184.5          | 177.8          | 176.9          | 107.5          | 55.4           | 55.2           | 36             | 1175.1         |
| Вологість повітря, %    | 77             | 77             | 76             | 76             | 75             | 80             | 80             | 82             | 82             | 79             | 77             | 75             | 77.5           |
| ----------------------- | -------------- | -------------- | -------------- | -------------- | -------------- | -------------- | -------------- | -------------- | -------------- | -------------- | -------------- | -------------- | -------------- |
| Джерело: data.cma.cn    |                |                |                |                |                |                |                |                |                |                |                |                |                |